# Ortigosa de Tormes
Ortigosa de Tormes es una localidad española perteneciente al municipio de Navalperal de Tormes, en la provincia de Ávila (Castilla y León). En el año 2011 tenía una población de 35 habitantes.

## Demografía
| Gráfica de evolución demográfica de Ortigosa de Tormes entre 2000 y 2011      |
|                                                                               |
| Población (2000-2011) según el nomenclátor de unidades poblacionales del INE. |